# Izvorul (pictură de Courbet)
Izvorul este o pictură în ulei pe pânză realizată de Gustave Courbet în 1862. Tabloul prezintă o femeie goală care stă afară, în natură, într-un izvor de apă.

## Descriere
Izvorul este o pictură în ulei a unei femei goale care stă în fața unui izvor de apă. În pictură, femeia se întinde spre pârâu în timp ce acesta îi curge pe brațe. Identitatea femeii din tablou este necunoscută. Au existat unele speculații cu privire la faptul că femeia ar fi fost sau nu model pentru Courbet. Unii spun că a fost model pentru Courbet de două ori, alții spun că a fost model pentru Courbet doar o singură dată.

## Inspirație
Mulți oameni cred că tabloul lui Courbet, Izvorul, a fost inspirat de pictura în ulei din 1856, Izvorul, creat de Jean-Auguste-Dominique Ingres. Ambele tablouri prezintă femei complet dezbrăcate și au în comun scene similare din natură. Pictura lui Courbet a fost comparată și cu tabloul Luna și Pământul realizat de Paul Gauguin în 1893.
Pictura lui Courbet este în prezent păstrată la Metropolitan Museum of Art.